# Chorągiew węgierska Trybunału Litewskiego
Chorągiew Węgierska Trybunału Litewskiego – jednostka piechoty węgierskiej na służbie wojska I Rzeczypospolitej, utworzona 22 czerwca 1790.
Chorągiew miała stanowisko na Wileńszczyźnie: w Mejszagole, a następnie w Szyrwintach (grudzień 1792).